# Daisy Gronowski
Daisy Gronowski, später Diane Jacobs (* 6. März 1921 in Königsberg, Ostpreußen), war eine Widerstandskämpferin gegen den Nationalsozialismus.

## Leben
Daisy Gronowski wuchs in einem wohlhabenden jüdischen Elternhaus in Berlin auf. Im Jahr 1938 zog sie in den Westen Deutschlands, in den Kibbuz Bamaaleh, der sich seit 1933 auf dem Gelände des Dietkirchener Hofs in Urfeld befand. Den Kibbuz zwischen Köln und Bonn hatte der Hechaluz hier als Hachschara-Stätte aufgebaut, um jungen Jüdinnen und Juden eine landwirtschaftliche Ausbildung zur Vorbereitung auf die Auswanderung nach Palästina zu ermöglichen.
Am 10. November 1938, dem Tag nach der Reichspogromnacht, wurde sie im Kibbuz Augenzeugin und Opfer eines Angriffs durch SA-Männer. Diese drangen in einen Versammlungsraum ein, in dem sich jüdische Jugendliche aufhielten, zerstörten die Einrichtung und zwangen die Anwesenden, durch eine Gasse prügelnder SA-Männer zu laufen. Daisy Gronowski widersetzte sich dem Befehl, rannte nicht wie die anderen, sondern ging langsam durch die Reihe und sah jedem Angreifer ins Gesicht.
Am Ende der Gasse wurde sie von einem SA-Mann mit einem Messer attackiert, wobei ihre rechte Hand verletzt wurde. Mit einer Selbstverteidigungstechnik, die sie in der zionistischen Jugendbewegung „Hashomer Hatzair“ in Berlin erlernt hatte, versetzte sie dem Angreifer einen Stoß, entrang ihm das Messer und stach zu.
Später floh Daisy Gronowski nach London, von wo aus sie weiter in die Vereinigten Staaten emigrierte. 1947 traf sie in New York ein und nahm den Namen Diane Jacobs an. Einige Wochen später zog sie nach Kalifornien, wo sie Architekturvorlesungen an der University of California hörte und eine Fachschule für Kosmetik besuchte. Fünf Jahre nach ihrer Ankunft erhielt sie die US-amerikanische Staatsbürgerschaft. Sie arbeitete 30 Jahre lang als Kosmetikerin in Los Angeles. Zudem engagierte sie sich politisch und war Vize-Präsidentin der Beverly Hills Republican Assembly. 1955 heiratete sie.
Ihre Eltern und ihre Schwester fielen dem Holocaust zum Opfer. Ihr Vater wurde mit dem Deportationszug nach Riga deportiert und erschossen. Ihre Mutter und Schwester wurden in das Ghetto Piaski gebracht, ihr genaues Schicksal blieb unbekannt. Noch 1996 stellte Daisy Gronowski eine weitere Anfrage an den Internationalen Suchdienst.

## Wirken
Die Geschichte von Daisy Gronowski wurde unter anderem von dem Historiker Wolf Gruner dokumentiert, der sich mit jüdischem Widerstand gegen das NS-Regime befasst hatte. und demzufolge es sich bei der Tat Gronowskis nicht um eine Ausnahme handelte, sondern dass zahlreiche Juden und Jüdinnen auf vielfältige Weise Widerstand leisteten – sei es durch Proteste, Sabotage, Verstöße gegen Verbote oder Selbstverteidigung.
Daisy Gronowski wurde in Gruners Werk „Resisters: How Ordinary Jews Fought Persecution in Hitler’s Germany“ porträtiert, in dem individuelle Widerstandshandlungen veröffentlicht werden. Gruner hebt hervor, dass viele dieser Taten lange im Verborgenen blieben, weil sie entweder nicht dokumentiert wurden oder weil Überlebende ihre eigenen Handlungen nicht als „wichtig genug“ betrachteten.